# Dieter Bischoff (Unternehmer)
Dieter Bischoff (* 4. November 1946 in Aachen) ist ein deutscher Strafverteidiger und Unternehmer in der Mineralölbranche.

## Leben und Wirken
Der Sohn des Mineralölkaufmanns Matthias Bischoff legte 1966 am Aachener Einhard-Gymnasium sein Abitur ab und studierte anschließend Rechtswissenschaften an den Universitäten von Bonn und Bochum. Er wurde im Sommersemester 1966 Mitglied der Alten Breslauer Burschenschaft der Raczeks zu Bonn. Nach seinem Ersten Staatsexamen im Jahr 1970 trat er eine Referendarstelle an, bevor er dann 1975 sein Zweites Staatsexamen absolvierte. Im Jahr 1977 ließ sich Bischoff als selbstständiger Rechtsanwalt in Aachen nieder und war nach entsprechenden Zusatzlehrgängen, unter anderem bei Erich Schmidt-Leichner und Werner Sarstedt, bis 1997 als praktizierender Strafverteidiger tätig. Danach konzentrierte er sich ausschließlich auf die Fortführung des Familienunternehmens.
Bereits 1986 war ihm gemeinsam mit seiner Schwester Dorit Classen nach dem frühen Tod des Vaters dessen Firmengruppe, bestehend aus Mineralölhandel, Mineralölspedition und Heizungsbau in Aachen, Düren und Geilenkirchen übertragen worden. Nur vier Jahre später gründete Bischoff einen Mineralölhandel und einen Heizungsbaubetrieb in Aachens Partnerstadt Naumburg an der Saale. Später übernahm er dann noch weitere im Raum Aachen ansässige Mineralölfirmen sowie 2008 die Aachener Niederlassung der Shell direct GmbH.
Darüber hinaus wurde Dieter Bischoff von 1994 bis 2003 zum Vorsitzenden des Mineralölverbundes Aachen und von 1997 bis 2008 zum Vorsitzenden des Gesamtverbandes des deutschen Brennstoff- und Mineralölhandels in Berlin gewählt.
Neben seinen beruflichen Verpflichtungen gehörte Bischoff seit 1970 der CDU an und wurde von 1985 bis 1999 zum Vorsitzenden der CDU/CSU Mittelstands- und Wirtschaftsvereinigung (MIT) Aachen-Stadt gewählt. Bereits seit 1982 gehörte er dem MIT-Landesvorstand NRW an und war dort bis 2011 stellvertretender Landesvorsitzender. Außerdem wurde Bischoff schon 2001 Mitglied im Bundesvorstand des MIT und trat dort in 2011 die Funktion des stellvertretenden Bundesvorsitzenden an.
2019 gab Bischoff seinen Austritt aus der CDU bekannt.
Bereits in jungen Jahren war Bischoff ein bekennender Anhänger des Aachener Karnevals und wurde für die Karnevalssession 1967/68 zum Karnevalsprinzen gewählt. Er blieb dem Karneval treu und wurde 1993 Mitglied im Elferrat des Aachener Karnevalsvereins, den er dann von 2003 bis 2007 als Präsident leitete.
Zusätzlich übernahm er von 1989 bis 2003 auch den Vorsitz der Veranstaltergemeinschaft von Radio Aachen.